# Patricia Janečková
Patricia Janečková   (Münchberg, 18 de juny de 1998 - Ostrava, 1 d'octubre de 2023) fou una soprano d'òpera eslovaca nascuda a Alemanya. L'any 2010 va guanyar el concurs del programa de televisió de cerca de talents Talentmania, i va esdevenir famosa en ser retransmès per la CNN poc després de guanyar.